# Élections législatives d'août 1815 dans la Mayenne
Les élections législatives françaises d'août 1815 se déroulent les 14 et  28 août 1815. Dans la Mayenne, quatre députés sont à élire dans le cadre d'un scrutin plurinominal majoritaire.

## Mode de scrutin
En vertu de l'ordonnance du 13 juillet 1815, les députés sont élus au suffrage censitaire indirect. En premier lieu, les collèges d'arrondissement, composés de l'ensemble des électeurs, désignent les candidats potentiels. En second lieu, le collège départemental, composé des électeurs les plus riches, élit les députés, en veillant à choisir au moins la moitié des députés parmi les candidats retenus au scrutin du premier degré.
L'ordonnance du 13 juillet 1815 abaisse les limites d'âge prévues par les articles 38 et 41 de la Charte. Sont ainsi électeurs tous les citoyens d'au moins 21 ans et payant 300 francs d'impôts directs. Sont éligibles tous les citoyens âgés d'au moins 25 ans et payant au moins 1 000 francs d'impôts directs.

## Élus
| Député élu ou réélu                        |  | Parti            |
| ------------------------------------------ |  | ---------------- |
| Léon Leclerc                               |  | Ultra-royalistes |
| Charles Gaspard Élisabeth Joseph de Bailly |  | Ultra-royalistes |
| Étienne Thomas Déan                        |  | Ultra-royalistes |
| Jean-Armand de Hercé                       |  | Ultra-royalistes |

## Résultats
| Candidat       | Candidat                                   | Parti            | Premier tour | Premier tour | Second tour | Second tour | Troisième tour | Troisième tour |
| Candidat       | Candidat                                   | Parti            | Voix         | %            | Voix        | %           | Voix           | %              |
| -------------- | ------------------------------------------ | ---------------- | ------------ | ------------ | ----------- | ----------- | -------------- | -------------- |
|                | Léon Leclerc                               | Ultra-royalistes | 127          |              |             |             |                |                |
|                | Jean-Armand de Hercé                       | Ultra-royalistes | 120          |              |             |             |                |                |
|                | Charles Gaspard Élisabeth Joseph de Bailly | Ultra-royalistes |              |              |             |             |                |                |
|                | Étienne Thomas Déan                        | Ultra-royalistes | 115          |              |             |             |                |                |
|                |                                            |                  |              |              |             |             |                |                |
| Exprimés       |                                            |                  |              |              |             |             |                |                |
| Blancs et nuls |                                            |                  |              |              |             |             |                |                |
| Total          | Total                                      | Total            | 194          |              |             |             |                |                |
| Abstention     |                                            |                  |              |              |             |             |                |                |
| Inscrits       | Inscrits                                   | Inscrits         | 255          |              |             |             |                |                |

## Sources
- Adolphe Robert et Gaston Cougny, Dictionnaire des parlementaires français, Edgar Bourloton, 1889-1891